# Nanbianshan
Nanbianshan (kinesiska: 南边山乡, 南边山) är en socken i Kina. Den ligger i den autonoma regionen Guangxi, i den södra delen av landet, omkring 310 kilometer nordost om regionhuvudstaden Nanning. Antalet invånare är 24041. Befolkningen består av 11 207 kvinnor och 12 834 män. Barn under 15 år utgör 16,0 %, vuxna 15-64 år 70 %, och äldre över 65 år 12,0 %.
Genomsnittlig årsnederbörd är 2 338 millimeter. Den regnigaste månaden är juni, med i genomsnitt 489 mm nederbörd, och den torraste är oktober, med 54 mm nederbörd.